# دیتکوویتسه (ناحیه پروستییوف)
دیتکوویتسه (به چکی: Dětkovice) یک منطقهٔ مسکونی در جمهوری چک است که در ناحیه پروستییوو واقع شده‌است. دیتکوویتسه ۵٫۳۲ کیلومتر مربع مساحت و ۴۸۸ نفر جمعیت دارد و ۲۴۴ متر بالاتر از سطح دریا واقع شده‌است.